# Wiederbelebung ausgestorbener Tierarten
Die „Wiederbelebung“ ausgestorbener Tierarten (im Englischen auch „De-Extinction“ oder „Resurrection Biology“ genannt) bezieht sich auf den Prozess der Wiederbelebung ausgestorbener oder der Erhaltung stark bedrohter Tierarten insbesondere mittels genetischer Methoden. Obwohl bis heute (Stand: Dezember 2018) – trotz einzelner nahezu geglückter Versuche (z. B. Lazarus-Projekt) – keine erfolgreiche Anwendung existiert, erscheint zahlreichen Wissenschaftlern die Wiederbelebung schon mit derzeit bekannten Techniken weiterhin prinzipiell möglich. Über mögliche Anwendungen, ihre Folgen und damit verbundene ethische Probleme entwickelt sich eine wissenschaftliche Debatte mit zunehmender Außenwirkung.

## Methoden
Drei Methoden werden für die Wiederbelebung ausgestorbener Arten diskutiert:
- Klonen, die Erzeugung eines genetisch identischen Individuums aus Gewebeproben, ist die meistdiskutierte Methode. Der Zellkern einer erhaltenen Zelle muss dafür in eine entkernte Eizelle gefüllt und diese einem Muttertier zum Austragen eingepflanzt werden.[2] Möglich wäre eventuell auch, das Erbgut einer aus verschiedenen Bruchstücken nach und nach vollständig sequenzierten Art komplett zu synthetisieren und als Basis zu verwenden.
- Eine nahe verwandte Art des ausgestorbenen Tieres könnte verwendet werden, um in deren Keimbahn über Generationen mit Hilfe der Gentechnik mehr und mehr DNA-Sequenzen des ausgestorbenen Tieres einzufügen. Auf diesem Wege könnte man Individuen erzeugen, die der ausgestorbenen Art nach und nach immer ähnlicher werden. Hierzu wird eventuell nicht das gesamte Genom benötigt, da sich Abschnitte ähneln.[2] An solchen Methoden arbeitet die Arbeitsgruppe von George M. Church in Harvard. Techniken wie Multiplex automated genome engineering (MAGE) können mittels maßgeschneiderter Oligonukleotide gezielt veränderte Sequenzen passgenau einfügen,[3] wenn auch längere Sequenzen noch Probleme bereiten.
- Als dritte Möglichkeit kommt echte Rückzüchtung infrage, sofern das Erbgut der ausgestorbenen Art weitgehend in noch lebenden Nachkommen vorhanden ist. Dies ist vor allem bei ausgerotteten Wildarten der Fall, von denen lebende Nachfahren als Haustiere existieren, wie zum Beispiel dem Auerochsen. Strategisch geschickte Züchtung kann stückweise die Anatomie und den Phänotyp des ausgestorbenen Tiers wiedererschaffen.[2]

## Wiederbelebungsprojekte in Planung

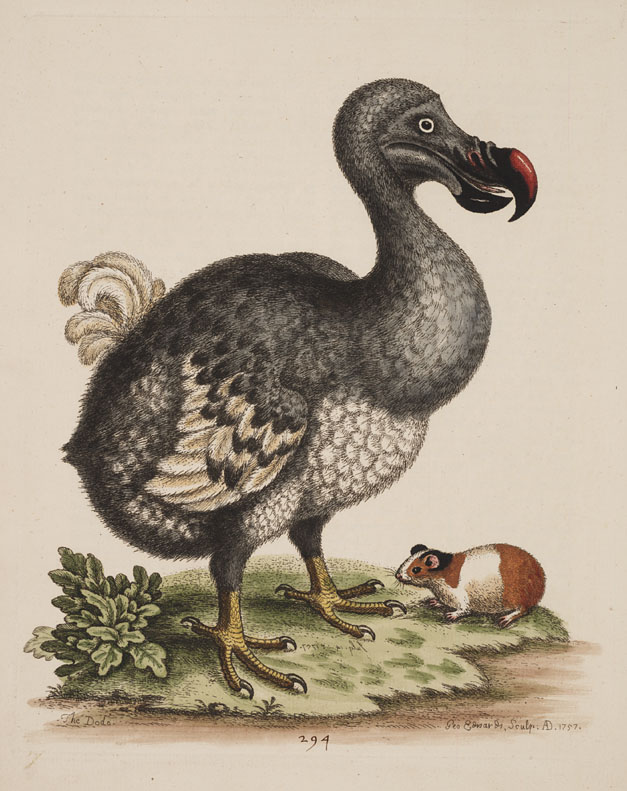
Der Dodo harrt seiner Wiedererweckung.

Bei verschiedenen Tierarten wird eine Wiederbelebung versucht oder intensiv diskutiert, oft weil die Tiere sehr populär waren oder außergewöhnlich gut konservierte Exemplare oder nahe Verwandte zur Verfügung stehen.
- Die Wandertaube (Ectopistes migratorius), die Schwärme mit mehreren Milliarden Tieren bilden konnte, war noch bis etwa Mitte des 19. Jahrhunderts überaus häufig, wurde aber derart exzessiv bejagt, dass die Art dennoch ausstarb. Ausgestopfte Exemplare, die noch immer in vielen Museen vorrätig sind, enthalten noch heute gut erhaltenes Erbmaterial.[4] Diese soll mit dem der eng verwandten, noch lebenden Schuppenhalstaube abgeglichen und Abweichungen mithilfe genetischer Methoden abgeändert werden, damit ein Wandertaubenembryo entstehen kann. Damit die Tiere ihr Sozialverhalten jedoch ausleben können, müssen viele tausend gleichzeitig aufgezogen werden, da die Tiere bei zu geringer Schwarmgröße neurotisches Verhalten zeigten.[5][6]
- Die letzten Exemplare des Wollhaarmammuts (Mammuthus primigenius) sind vor 3700 Jahren auf der sibirischen Wrangel-Insel ausgestorben. Im Jahr 2007 konnte aus gefrorenen Überresten das weitgehend intakte Genom des Wollhaarmammuts extrahiert werden.
- Auerochsen (Bos primigenius), deren Schulterhöhe bis zu 1,80 Meter betragen konnte, wurden vor etwa 400 Jahren in Europa ausgerottet. Es gibt eine Reihe von Abbildzüchtungsprojekten, die ein dem Auerochsen ähnliches Rind anstreben.
- Der Dodo (Raphus cucullatus) ist ein prominenter ausgestorbener, flugunfähiger Vogel, der auf der Insel Mauritius im Indischen Ozean lebte. Da er jedoch sowohl schmackhaft als auch zutraulich war, wurde er von Seeleuten verspeist und im Jahr 1662 ausgerottet. Von den Tieren sind heute noch einige ausgestopfte Exemplare in Museen vorhanden, von denen zumindest eines noch Weichteile enthalten soll. Darüber hinaus existieren auch fossile und mumifizierte Überreste auf der Insel Mauritius. Da der Dodo mit der Taube eng verwandt ist, könnte diese sowohl als „Vergleichsbauplan“ dienen als auch die erzeugten Dodo-Jungen aufziehen.[7]
- Der Pyrenäensteinbock (Capra pyrenaica pyrenaica) ist eine ausgestorbene Unterart des Iberiensteinbocks. Dieser starb 2000 aus, jedoch wurde mit Hilfe der Zellprobe 2003 ein Pyrenäensteinbock-Kitz geklont.[8] Es war das erste Tier, das von einer ausgestorbenen Unterart geklont wurde. Das Kitz starb aber schon nach einigen Minuten, womit die Unterart erneut ausstarb.[9]
- Das Quagga (Equus quagga quagga) ist eine ausgestorbene Zebra-Form. Sie gilt als südliche Unterart des Steppenzebras (Equus quagga). Das Quagga wurde Ende des 19. Jahrhunderts vom Menschen ausgerottet. Mehrere genetische Untersuchungen bestätigten die nahe Verwandtschaft mit dem Steppenzebra,[10] die 1984 veröffentlichten DNA-Analysen waren darüber hinaus Anlass, ein Abbildzüchtungsprojekt des Quaggas aus südlichen Steppenzebras zu starten. Vor allem einzelne Vertreter der südlichen Unterart des Steppenzebras (E.q. burchelli) zeigen eine deutliche Reduktion der Streifen, was an das Quagga erinnert. Mittlerweile wird in dem von Präparator Reinhold Rau (1932–2006) 1986 initiierten Quagga Project versucht, durch selektive Zucht eine Steppenzebra-Zuchtlinie aufzubauen, die äußerlich an die Quaggas erinnert. Mehrere Exemplare ab der dritten Generation zeigen mittlerweile bereits eine erhebliche Streifenreduktion. Ziel des Projekts ist ein Tier, das dem Quagga sehr ähnlich sieht und möglicherweise in den einstigen Lebensräumen ausgewildert werden kann.[11][12]
- Der Schattenwolf (Aenocyon dirus) ist eine vor etwa 13.000 Jahren ausgestorbene Art in der Familie der Hunde. Mittels CRISPR/Cas-Methode wurden drei Wölfe 2024/2025 gentechnisch so verändert, dass sie dem Aenocyon dirus möglichst ähnlich sehen.[13] Genetisch liegen diese beiden Arten allerdings sechs Millionen Jahre auseinander, so dass es sich eher um Hybriden mit einigen Schattenwolf-Eigenschaften handelt.[14]

## Wiederbelebung mittels Klonen
Die Halbwertzeit von DNA liegt unter realistischen, halbwegs günstigen Bedingungen bei einigen hundert Jahren. Das Klonen von DNA wird von Wissenschaftlern daher ausgeschlossen, soweit das Alter der DNA diesen Zeitraum übersteigt. Es erscheint zwar nicht ausgeschlossen, eventuell kurze Sequenzbruchstücke in Fossilmaterial z. B. aus dem Mesozoikum zu finden. Das Vorliegen längerer Sequenzen oder gar eines ganzen Genoms ist aber insoweit ausgeschlossen. Alle bisher publizierten Angaben über solch alte Sequenzen haben sich als durch Verunreinigungen verursachte Artefakte erwiesen. 

### Klonversuch Pyrenäensteinbock
Eine Unterart des Iberiensteinbocks, der Pyrenäensteinbock (Capra pyrenaica pyrenaica) ist im Jahr 2009 unter Zuhilfenahme von Hausziegen-Leihmüttern geklont worden, nachdem das letzte bekannte Exemplar im Jahr 2000 im pyrenäischen Ordesa-Nationalpark bei einem Unfall gestorben war.
439 Embryonen wurden aus gefrorenen Gewebeproben des letzten Tieres erzeugt; 57 von ihnen konnten in Ziegen implantiert werden, wobei sich jedoch nur sieben erfolgreich in die Gebärmutterschleimhaut einnisteten. Schließlich wurde ein Klon geboren, dieser verstarb jedoch überraschend schnell innerhalb von wenigen Minuten nach der Geburt an einer Lungenembolie. Damit ist die Art ein zweites Mal ausgestorben.

### Klonversuch Südlicher Magenbrüterfrosch („Lazarus-Projekt“)
Im März 2013 gelang es der University of New South Wales, lebende Embryos des Südlichen Magenbrüterfrosches (Rheobatrachus silus), einer Art aus der Gattung der Magenbrüterfrösche, durch Einnistung aufgetauter („abgestorbener“) Genome aus Tiefkühlkonservierung in Eizellen einer entfernt verwandten Froschart heranwachsen zu lassen. Zwar haben die entstandenen Embryos das Frühstadium nicht überlebt, jedoch sollen ihre Zellen im weiteren Verlauf des „Lazarus-Projekt“ dazu dienen, mittels Klonen erstmals eine ausgestorbene Tierart „wiederzubeleben“.

## Wiederbelebung durch Rückzüchten

### Auerochse
Diverse Zoos präsentieren Abbildzüchtungen des 1627 ausgestorbenen Auerochsen als Rückzüchtung, beispielsweise der Münchner Tierpark Hellabrunn. Eine solche Abbildzüchtung ist das Heckrind.

### Dinosaurier
Alison Woollard, eine Biochemikerin der Universität Oxford, hält es für möglich, Dinosaurier durch gezielte, durch Züchtungen eingeleitete retrogressive Sukzession aus Vögeln wiederzuerschaffen.
Hans Larsson, ein Wissenschaftler an der McGill University in Montreal, arbeitet daran, Dinosaurier-Eigenschaften, die vor Millionen von Jahren in Vögel verschwunden sind, wieder zu aktivieren. Die entsprechenden Gene für die Entwicklung von Schwänzen, Klauen und Zähnen seien noch vorhanden, jedoch methyliert und damit abgeschaltet.
Larsson vermutet, dass die Anatomie der Dinosaurier durch das Aktivieren bestimmter genetischer Hebel während der Entwicklung eines Hühnerembryos reproduziert werden kann.

## Philosophische Auseinandersetzung mit dem Konzept
Das Wiederbeleben ausgestorbener Tierarten wird kontrovers diskutiert. Es gibt sowohl Kritiker als auch Befürworter der Idee.

### Befürworter
Der Genetikprofessor George Church von der Harvard University befürwortet die Wiederbelebung ausgestorbener Tierarten mit dem Argument, dass gewisse kritische „Schlüsselarten“ zur Not auch mit Hilfe der Gentechnik vor dem Aussterben bewahrt oder eben „wiederbelebt“ werden müssten, da ihr Fehlen sonst katastrophale Folgen für das von ihnen dominierte Ökosystem haben würde. So müssten beispielsweise Mammuts geklont oder Elefanten zu „funktionalen Mammuts“ umgewandelt werden, da nur ihr Einfluss auf die Tundra hier ein Eskalieren des Treibhauseffektes durch aufsteigendes Methangas verhindern könne.
Nach Meinung des schwedischen Umwelthistorikers Dolly Jørgensen wären die Probleme vergleichbar mit denen, die bei der Auswilderung lokal ausgestorbener Arten in früheren Lebensräumen bestehen; diese gelten allgemein als beherrschbar.

### Kritik
Zahlreiche Fachleute stehen der Wiederbelebung ausgestorbener Tierarten mit gentechnischen Methoden skeptisch bis ablehnend gegenüber; wesentliche Argumente sind zum Beispiel:
- Der Versuch wäre Hybris, das Ergebnis als unnatürlich abzulehnen.
- Es wären immer nur sehr wenige Tierarten wiederzubeleben, so dass über die Endgültigkeit der Ausrottung der anderen Arten hinweggetäuscht würde.
- Die Methode käme sicherlich nur wenigen charismatischen, berühmten Arten zugute.
- Die hohen Kosten ziehen Geld von der aussichtsreicheren Rettung noch lebender Arten ab und könnten gegebenenfalls in direkter Konkurrenz zu deren Erhaltung stehen.
- Die Lebensräume der ausgestorbenen Arten wären stark verändert, so dass sie keinen Platz mehr fänden.
- Möglicherweise könnten Arten schädlich werden, oder es könnten durch sie möglicherweise gefährliche Pathogene wie Viren wiedererstehen.
- Außerdem wäre durch die Unvollkommenheiten des Klonens die Gefahr groß, Tiere mit verminderter Lebensfähigkeit zu erzeugen, die danach unnötigem Leiden ausgesetzt wären.

Besondere ethische Probleme würde die Wiederbelebung ausgestorbener Hominiden wie des Neanderthalers hervorrufen. Jedoch wird auch diese ernsthaft diskutiert.

## Belletristik – Das Wiederbeleben von Dinosauriern
Die Dinosaurier übertreffen alle anderen fossilen Tiergruppen an Popularität, da sowohl ihre teils riesigen Erscheinung als auch der Umstand, dass sie nicht gleichzeitig mit dem Menschen lebten, eine besondere Faszination ausüben. Daher ist die Wiederbelebung von Dinosauriern von großem Interesse. Im Kinofilm „Jurassic Park“, der auf dem gleichnamigen Roman von Michael Crichton beruht, werden verschiedene Dinosaurier wieder zum Leben erweckt, und zwar mithilfe genetischer Informationen aus Dinosaurierblut, das aus blutsaugenden Insekten stammt, die in Bernstein eingeschlossen überdauerten. Der Roman und besonders seine filmische Umsetzung genießen weltweit große Popularität, und das – heute wissenschaftlich widerlegte – Konzept wurde oft mit unterschiedlicher Ernsthaftigkeit diskutiert. Der im Film aufgezeigte Mechanismus scheitert schon daran, dass in Bernstein fossilierte Insekten (wie z. B. Stechmücken) gar nicht als Körperfossilien, sondern nur als einen Hohlraum umkleidende, leere Hülle erhalten sind.